# 伊朗—泰国关系
伊朗—泰国关系（波斯語：روابط ایران و تایلند）是指伊朗和泰国之间的双边关系。伊朗在曼谷设有大使馆，而泰国在德黑兰设有大使馆。

## 历史
早在 1685 年，波斯外交代表团访问暹罗，两国之间的关系就开始了。 印度-波斯人构成了 16 至 18 世纪最大的穆斯林群体。像 汶纳家族这样有影响力的波斯家族在一段时间内主导了泰国宫廷。
2016 年根据《联合全面行动计划》解除制裁后，伊朗和泰国保持着更密切的经济关系。
2016 年 10 月 13 日泰国国王普密蓬·阿杜德去世后，伊朗总统哈桑·鲁哈尼致信泰国总理巴育，向泰国人民及其政府表示哀悼，称“伊朗伊斯兰共和国始终将泰王国视为古老的朋友和伙伴，并希望看到双边关系在各个领域得到扩展”。

## 经济关系
伊朗正在研究泰国大米标准，以便开始进口该产品。泰国还计划每年向伊朗出口至少 700,000 吨大米。作为回报，泰国将开始接收从伊朗进口的原油和天然气，并希望投资包括替代能源项目在内的能源业务。

## 人文交流
泰国已成为伊朗医疗游客的热门目的地。.然而，由于甲基苯丙胺走私事件频发，来到泰国的伊朗人受到警方的严重怀疑。
泰國透过國際研究生計劃（TIPP），定期發放全額獎學金，提供伊朗留學生申請赴泰研習深造的机会。